# Pákozdi-ingókövek természetvédelmi terület
A Pákozdi-ingókövek természetvédelmi terület a Duna–Ipoly Nemzeti Park Igazgatóság kezelésében álló, 44 hektáros természetvédelmi terület a Velencei-hegységben, Pákozd és Sukoró települések közigazgatási területén. Az 1951 óta védelem alatt álló, 200–250 méteres tengerszint feletti magasságban húzódó dombos területet Magyarországon egyedülálló földfelszíni alakzatok, az ún. ingókövek elszórt csoportjai tagolják.

## Kialakulás

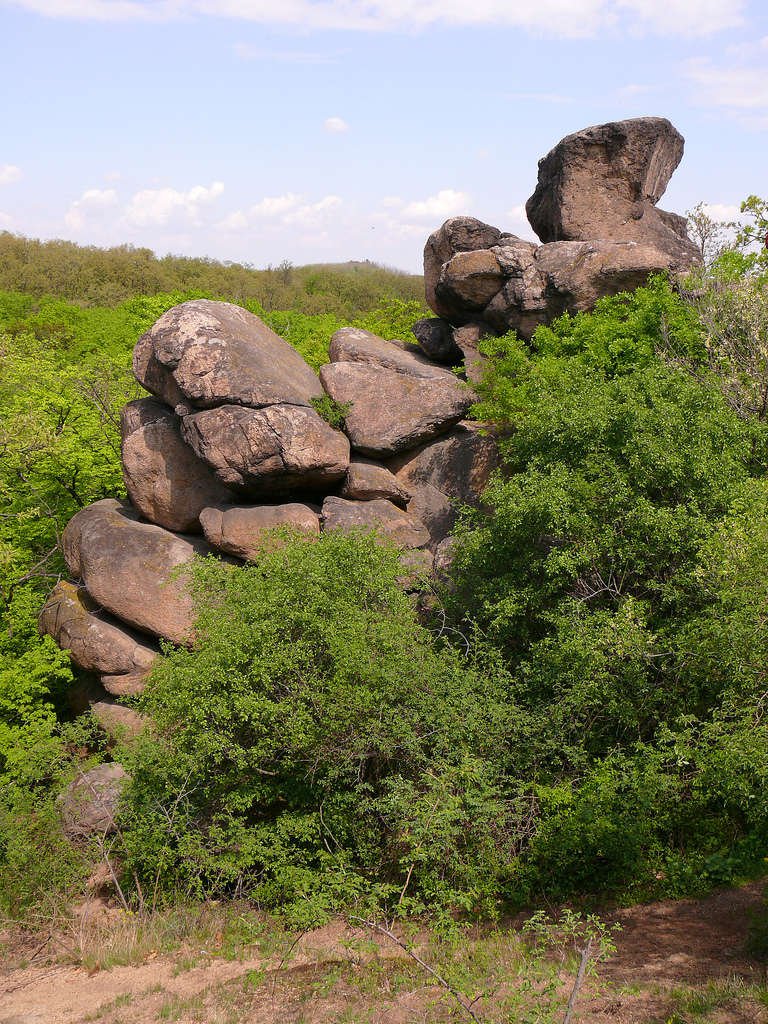
A Pandúr-kő

A Velencei-hegység lepusztult felszínéből előbukkanó gránittömbök ellenálltak az eróziónak, s a köztük lévő hasadékokból a víz és a szél felszínalakító munkája hordta ki a törmeléket és a mállási anyagot. Napjainkra a környezetükből kiemelkedő, lekerekített élű, egymásra tornyozódó sziklacsoportok formájában bukkannak a felszínre. Némelyikük festői, esetenként bizarr formációt alkotva olybá hat, mintha a bizonytalan egyensúlyi helyzetű sziklákat emberkéz hányta volna egymásra. Az erózió által erőteljesebben megmunkált, gömbölyded alakú sziklákat a helyi népnyelv gyapjúzsákok néven emlegette.
A Pákozd északi előterében magasodó Pákozdi-ingókövek nevezetesebb formációi a Sár-hegy (226 m) keleti oldalában emelkedő Gomba-kő és Kis-Cipó, valamint az ettől északra, a Pogány-kő (241 m) csúcsa körül elszórt Pogány-kő, Oroszlán-szikla, Kocka-kő és Pandúr-kő. A Pákozdi-ingókövek a település felől több, kerékpárral is járható turistaúton megközelíthetőek, emellett az ingóköveket az 1994-ben létesített Gránit földtani tanösvény is összeköti. A Pogány-kő csúcsát képező ingóköveken cirill betűs feliratok, „graffitik” emlékeztetnek arra az 1991 előtti időszakra, amikor a területen a Magyarországon állomásozó szovjet hadsereg egyik gyakorlótere helyezkedett el.
Sukoró északkeleti határában szintén található egy magányos, a természetvédelmi terület határán kívül eső ingókő-formáció, a Gyapjaszsák. További kisebb sziklacsoportok találhatóak a Sukoró és Nadap között magasodó Gádé-hegy (241 m), Csöntör-hegy (231 m) és Meleg-hegy (352 m) környékén.

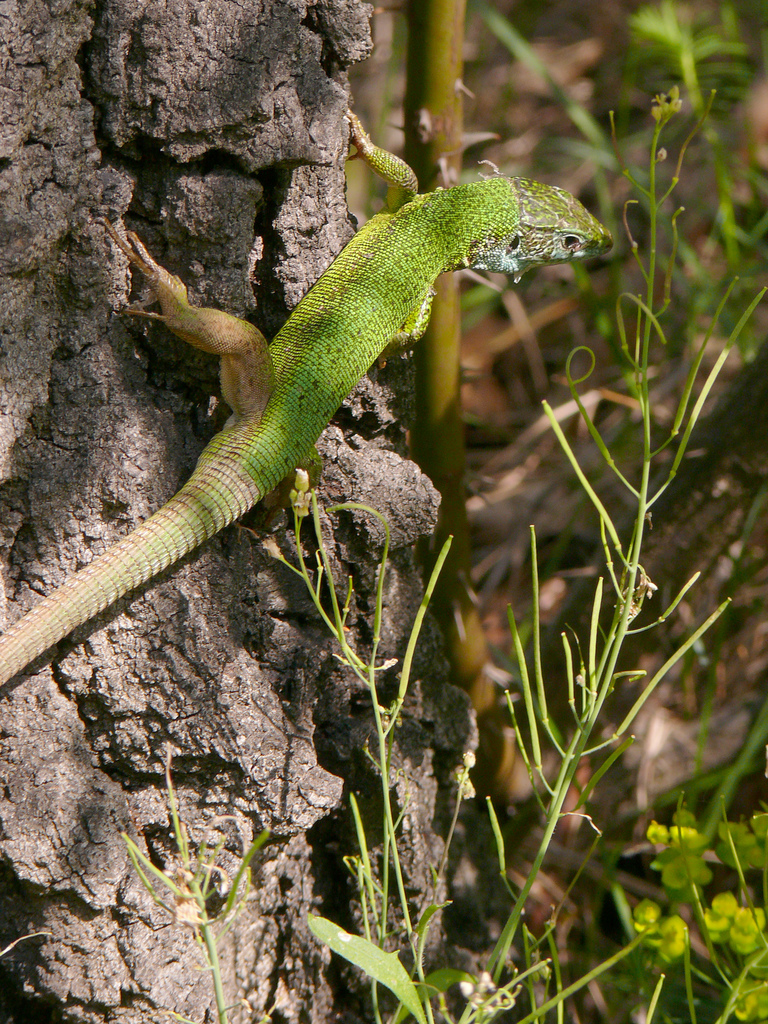
Fatörzsön sütkérező hím zöld gyík (Lacerta viridis) a természetvédelmi területen

## Külső hivatkozások
- Ismertetés a Duna–Ipoly Nemzeti Park honlapján
- Ismertetés a velenceito.info oldalán
- Ismertetés a www.utazzitthon.hu oldalán